# Huttutunturi
Huttutunturi är en kulle i Finland. Den ligger i Sodankylä i landskapet Lappland, i den norra delen av landet, 800 km norr om huvudstaden Helsingfors. Toppen på Huttutunturi är 423 meter över havet. Huttutunturi ingår i Luostotunturit.
Terrängen runt Huttutunturi är platt åt nordväst, men åt sydost är den kuperad.Runt Huttutunturi är det mycket glesbefolkat, med 2 invånare per kvadratkilometer. Närmaste större samhälle är Pyhäjärvi, 7,8 km öster om Huttutunturi. 